# برایتون (ایندیانا)
برایتون (به انگلیسی: Brighton) یک منطقهٔ مسکونی در ایالات متحده آمریکا است که در شهرستان لاگرانژ، ایندیانا واقع شده‌است. برایتون ۲۸۵٫۹۱ متر بالاتر از سطح دریا واقع شده‌است.